# Janina Lewandowska
Janina Lewandowska (Harkov, 1908. április 22. – Katiny, 1940. április 22.) lengyel második világháborús pilótanő, akit a katyńi vérengzés során öltek meg. Posztumusz előléptették a Lengyel Légierő poruczniki (főhadnagynak megfelelő) rangba.

## Élete
Janina Dowbor-Muśnicka 1908. április 22-én született az Orosz Birodalomban (ma Ukrajna) Harkovban. Apja, Józef Dowbor-Muśnicki lengyel tábornok, aki a nagy-lengyelországi felkelés kiváló parancsnoka volt. Janina a Poznańi Zenei Konzervatóriumban tanult, és a harmincas években gyakran szerepelt színpadon. Tizenévesként csatlakozott a Poznańi Repülő Klubhoz, és megszerezte vitorlázó és ejtőernyős bizonyítványait. 1937-ig megtanulta a könnyű repülőgépek kezelését. Röviddel a háború kezdete előtt, 1939. június 10-én feleségül vette Mieczyslaw Lewandowski, oktató-pilóta. Janina az első nő Európában, aki 5 km-es magasságból hajtott végre ejtőernyős ugrást.
1939 augusztusában Lewandowskát behívták a 3. katonai repülő ezredhez, amely a lengyelországi Poznań közelében állomásozott. Szeptember 22-én egységét foglyul ejtették a szovjet erők. Lewandowska podporucznik (hadnagy) a csoport két tisztjének egyike volt, mindketten az oroszországi Kozelszkben lévő lengyelek táborába kerültek. A sorsa bizonytalan, bár valószínű, hogy 32. születésnapján, 1940. április 22-én a katyńi mészárlásban gyilkolták meg a szovjetek.
A húgát, 21 éves Agnieszkát ugyanebben az évben, júniusban agyonlőtték a palmiryi vérengzésben a németek.

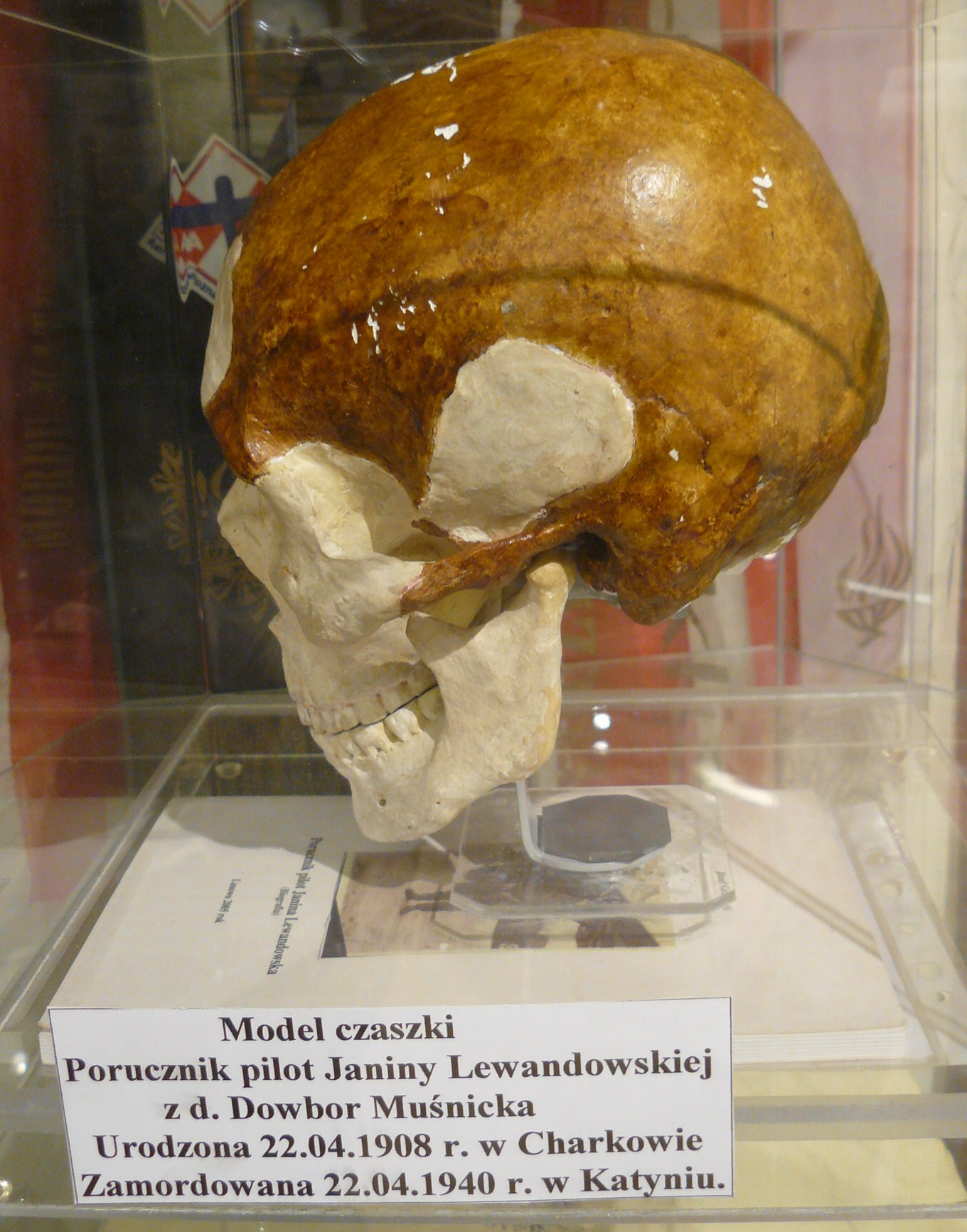
Koponyamodell a nagy-lengyel felkelők múzeumának kiállításán Lusowóban

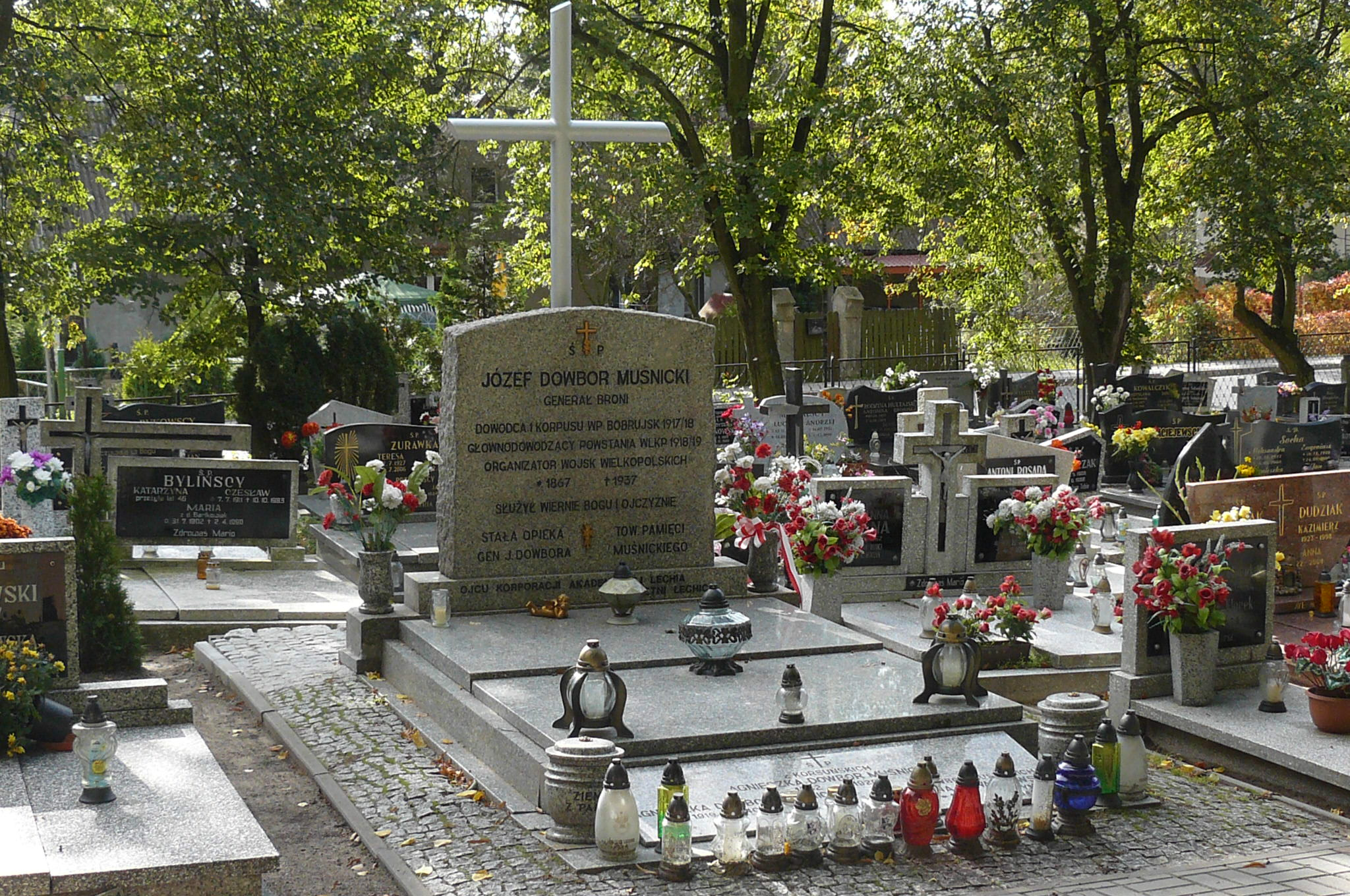
A Dowbor-Muśnicki család sírja Lusowóban

1943. május közepén a katyńi tömegsírból a németek repülős egyenruhában elföldelt női holttestet találtak. Két évvel később az exhumálást végző professzor a koponyát a wrocławi egyetem igazságügyi orvostani intézet gyűjteményében helyezte el. 2005 májusában kiderült, hogy a koponya teljes bizonysággal Janina Lewandowska földi maradványa. Az azonosított koponyát – gránit urnában – 2005. november 4-én temették el katonai tiszteletadással Lusowóban, a családi sírboltban.

## Fordítás
- Ez a szócikk részben vagy egészben  a   Janina Lewandowska című angol Wikipédia-szócikk ezen változatának fordításán alapul.  Az eredeti cikk szerkesztőit annak laptörténete sorolja fel. Ez a jelzés csupán a megfogalmazás eredetét és a szerzői jogokat jelzi, nem szolgál a cikkben szereplő információk forrásmegjelöléseként.